# فراتیچلی
فراتیچلی (برادران کوچک)، (به انگلیسی: Little Brethren) یا فرانسیسکن‌های اسپیریچوال (روحی)، طرفداران افراطی قانون فرانچسکوی آسیزی، به ویژه در رابطه با قانون فقر بودند. آن‌ها به جنجال در برابر ثروت کلیسا و شخص کشیش‌ها می‌پرداختند تا وضعیت آن‌ها را بی‌اعتبار بسازند. به این ترتیب فراتیچلی به انقلابی آزاد در برابر کلیت اقتدار کلیسا می‌پرداخت و از سوی پاپ بونیفاس هشتم در سال ۱۲۹۶ به عنوان بدعت اعلام شد.
رمان نام گل سرخ امبرتو اکو علیه شکنجهٔ فراتیچلی است.